# Стрітівська сільська рада
| Стрітівська сільська рада — колишній орган місцевого самоврядування у Кагарлицькому районі Київської області з адміністративним центром у с. Стрітівка. Історична дата утворення: в 1920 році. Водоймища на території, підпорядкованій даній раді: річка Леглич. Сільській раді підпорядковані населені пункти: - с. Стрітівка |

## Склад ради
Рада складається з 14 депутатів та голови.

### Керівний склад ради
| ПІБ                           | Основні відомості                                                         | Дата обрання | Дата звільнення |
| ----------------------------- | ------------------------------------------------------------------------- | ------------ | --------------- |
| Колосовський Олег Валерійович | Сільський голова, 1967 року народження, освіта, член народної партії      | 26.03.2006   | 31.10.2010      |
| Колосовський Олег Валерійович | Сільський голова, 1967 року народження, освіта вища, член Партії регіонів | 31.10.2010   |                 |

Примітка: таблиця складена за даними джерела